# Matka Courage i jej dzieci
Matka Courage i jej dzieci (niem. Mutter Courage und ihre Kinder) – dramat Bertolta Brechta z 1939 roku.

## O dramacie
Pod wrażeniem wybuchu II wojny światowej napisał Brecht (jeszcze we wrześniu 1939) „Matkę Courage i jej dzieci”, czyli kronikę wojny trzydziestoletniej. Już sama historia jednostki wplątanej w chaos i okrucieństwo wojny miała za zadanie zniechęcać do niej naród niemiecki i podkopać nadzieje, jakoby agresja na inne kraje była dobrym źródłem dobrobytu.
Brecht każe mówić swym bohaterom pewne ogólne prawdy na temat wojen, co czyni sztukę uniwersalną i adekwatną dla każdej wojny, każdego narodu, każdej epoki, na przykład: „Gdy się słucha, co możni tego świata gadają, wydawałoby się, że prowadzą wojnę jeno z bojaźni bożej i w obronie tego, co piękne i szlachetne. Ale jak się lepiej przyjrzeć, widać, że nie są tacy głupi, że wojują dla zysku”, „Przekupstwo to jedyna nadzieja. Jak długo ono istnieje, zdarzają się łagodne wyroki i nawet niewinnego sądy mogą uwolnić”, „Bo cóż to wojna? To interes, gdzie ważą ołów zamiast krup”.
Autor przedstawia nam swoistego everymana, markietankę Annę Fierling, zwaną też Matką Courage. Ciągnie ona za armią wraz ze swoimi dziećmi, zbijając niezłe interesy. Wojna jest jej żywiołem, przynosi jej same zyski, zły jest dla niej pokój. Wierzy w to do samego końca, choć wojna zabrała jej dzieci i zrujnowała ją finansowo. Ostatecznie, samotna i wynędzniała, zaprzęga się do pustego wozu, by znów ruszyć za wojskiem.

## Realizacje dramatu
Realizacje w Polsce:

### Teatry
1. 11 lipca 1957: Teatr Żydowski w Warszawie, reżyseria: Ida Kamińska
2. 23 października 1958: Teatr Ziemi Mazowieckiej w Warszawie, reżyseria: Krystyna Berwińska
3. 13 stycznia 1962: Stary Teatr im. Heleny Modrzejewskiej w Krakowie, reżyseria: Lidia Słomczyńska
4. 15 lutego 1962: Teatr Narodowy w Warszawie, reżyseria: Zbigniew Sawan
5. 29 grudnia 1963: Teatr Śląski im. Stanisława Wyspiańskiego w Katowicach, reżyseria: Lidia Zamkow
6. 20 marca 1965: Teatr Współczesny w Szczecinie, reżyseria: Zbigniew Mak
7. 22 lipca 1967: Teatr Żydowski w Warszawie, reżyseria: Ida Kamińska
8. 24 stycznia 1968: Teatr im. Juliusza Osterwy w Lublinie, reżyseria: Kazimierz Braun
9. 10 maja 1969 Teatr Dramatyczny im. Aleksandra Węgierki w Białymstoku, reż. Mirosław Wawrzyniak
10. 3 czerwca 1972: Teatr Polski w Bydgoszczy, reżyseria: Zygmunt Wojdan
11. 12 października 1973: Teatr Powszechny w Łodzi, reż. Jerzy Hoffmann
12. 20 października 1976: Teatr Współczesny im. Edmunda Wiercińskiego we Wrocławiu, reżyseria: Kazimierz Braun
13. 15 stycznia 1981: Tarnowski Teatr im. Ludwika Solskiego, reż. Lech Terpiłowski
14. 13 listopada 1982: Teatr Polski w Szczecinie, reżyseria: Andrzej Rozhin
15. 11 września 2004: Teatr im. Stefana Jaracza w Łodzi, reż. Remigiusz Brzyk
16. 25 listopada 2006: Teatr im. Wandy Siemaszkowej w Rzeszowie,  reż. Katarzyna Deszcz
17. 15 maja 2016 Teatr Układ Formalny we Wrocławiu, reż. Grzegorz Grecas
18. 26 listopada 2016: Teatr Narodowy w Warszawie, reżyseria: Michał Zadara

### Teatr Telewizji
1. 7 października 1974; reżyseria: Lidia Zamkow
2. 15 sierpnia 1983; reżyseria: Andrzej Rozhin
3. 29 września 1997; reżyseria: Laco Adamík